# Carlos Thompson
Carlos Thompson, pseudonimo di Juan Carlos Mundin Schaffter (Santa Fe, 7 giugno 1923 – Buenos Aires, 10 ottobre 1990), è stato un attore e scrittore argentino.

## Biografia
Nato a Santa Fe, aveva origini tedesche e svizzere. Dopo aver interpretato ruoli di primo piano sui palcoscenici argentini, all'inizio degli anni cinquanta si trasferì a Hollywood e si affermò con ruoli di seduttore tipicamente europeo. Tra i suoi film, da ricordare La fiamma e la carne (1954), con Lana Turner e Pier Angeli, La valle dei re (1954), con Robert Taylor ed Eleanor Parker, Fuoco magico (1955), in cui interpretò il musicista Franz Liszt, al fianco di Yvonne De Carlo, Rita Gam e Valentina Cortese.
Trasferitosi in Europa, durante gli anni sessanta interpretò numerosi film di produzione tedesca. È inoltre noto al pubblico anglofono per il ruolo di Carlos Varela nella serie televisiva britannica The Sentimental Agent (1963). Alla fine del decennio, Thompson lasciò la recitazione per diventare produttore televisivo e scrittore. Il suo primo successo sul mercato letterario europeo fu The Assassination of Winston Churchill (1969), una confutazione delle accuse del saggista britannico David Irving e del drammaturgo tedesco Rolf Hochhuth sul presunto ruolo avuto dal primo ministro Winston Churchill nella morte del generale polacco Władysław Sikorski, che perì in un incidente aereo a Gibilterra il 4 luglio 1943, presumibilmente a causa di un sabotaggio.
Nel 1957 Thompson sposò l'attrice tedesca Lilli Palmer, poco dopo il divorzio della stessa da Rex Harrison. Il matrimoniò durò fino alla morte dell'attrice, avvenuta nel 1986. Quattro anni dopo la morte della moglie, Thompson si suicidò a Buenos Aires con un colpo di pistola alla testa.

## Filmografia parziale
- Vivrò nel tuo ricordo (La mujer de las camelias), regia di Ernesto Arancibia (1953)
- Passione nuda (La pasión desnuda), regia di Luis César Amadori (1953)
- Forte Algeri (Fort Algiers), regia di Lesley Selander (1953)
- La fiamma e la carne (Flame and the Flesh), regia di Richard Brooks (1954)
- La valle dei re (Valley of the Kings), regia di Robert Pirosh (1954)
- Fuoco magico (Magic Fire), regia di William Dieterle (1955)
- Il porto del vizio (Thunderstorm), regia di Alfonso Acebal e John Guillermin (1956)
- L'amore è una meravigliosa estasi (Zwischen Zeit und Ewigkeit), regia di Arthur Maria Rabenalt (1956)
- Arrivederci Francesca (Franziska), regia di Wolfgang Liebeneiner (1957)
- Nuda per il diavolo (Ich war ihm hörig), regia di Wolfgang Becker (1958)
- L'ultimo ribelle (El último rebelde), regia di Miguel Contreras Torres (1958)
- Vento di passioni (Raw Wind in Eden), regia di Richard Wilson (1958)
- Eva. Confidenze di una minorenne (Die Halbzarte), regia di Rolf Thiele (1959)
- Il mistero dei tre continenti (Herrin der Welt), regia di William Dieterle (1960)
- Accadde a Vienna (Das große Wunschkonzert), regia di Arthur Maria Rabenalt (1960)
- I piaceri della signora Cheney (Frau Cheneys Ende), regia di Franz Josef Wild (1961)
- Il volto dell'assassino (Eheinstitut Aurora), regia di Wolfgang Schleif (1962)
- L'armata sul sofà (La Vie de château), regia di Jean-Paul Rappeneau (1966)

## Doppiatori italiani
- Emilio Cigoli in Fuoco magico
- Giuseppe Rinaldi in Vento di passioni